# Песков, Александр Васильевич
Алекса́ндр Васи́льевич Песко́в (род. 19 мая 1965, Сызрань, Куйбышевская область, РСФСР, СССР) — советский и российский актёр театра и кино.

## Биография
Родился 19 мая 1965 года в Сызрани Куйбышевской, ныне Самарской области.
Его отец — офицер Советской Армии, мать — учительница. Увлекался разными видами спорта: футболом, хоккеем, волейболом, гимнастикой, классической борьбой, боксом, плаванием, карате. Прыгал с парашютом и осваивал воздушное пространство Среднего Поволжья, мечтал стать военным лётчиком, недолго учился в школе космонавтов, где проходил азбуку Морзе и аэродинамику. Но однажды в Сызрань приехал Игорь Старыгин и так захватывающе рассказывал на встрече с детьми о съёмках фильма, что мальчик загорелся любовью к кино. Учиться актёрскому мастерству он отправился в Москву, в 1982 поступил в Высшее театральное училище имени М. С. Щепкина на актёрский факультет (курс М. И. Царёва и Р. Г. Солнцевой), в 1984 году перевёлся в Школу-студию МХАТ им. В. И. Немировича-Данченко на курс В. Н. Богомолова.
В 1987 году окончил Школу-студию МХАТ. Играл на сценах МХАТ имени М.Горького (1987—1991), Театра-студии на Спартаковской площади (1991), в Театре Романа Виктюка (1993).
В 1994—1995 годах — антреприза «Ангажемент». В 1996—2004 — Московский драматический театр имени А. С. Пушкина.
С 2004 года по сей день — актёр Театра Луны под руководством С. Б. Проханова.
В кино — с 1984 года (дебютировал в роли Окунева в фильме «Отряд»).

## Участие в телепроектах
- В 2003 году — участник телевизионной игры «Форт Боярд».
- В 2008 году — участник проекта телеканала «Россия-1» «Звёздный лёд».
- В 2010 году — участник телевизионной игры «Сто к одному» (команда «Дивертисмент»).

## Семья
Отец — Василий Петрович Песков (умер в 1997 году), был офицером. Мать — Александра Васильевна, была учительницей.
Жена — Руслана. Дочь.

## Признание и награды
- 1990 — приз за лучшую мужскую роль на КФ «Дебют» в Москве за роль в фильме «Ивин А.»[1]
- 1991 — приз зрительских симпатий на КФ «Созвездие» за роль в фильме «Ивин А.»
- 1995 — приз за лучшую мужскую роль на МКФ «Стожары» в Киеве за роль в фильме «Америкэн бой»
- 2005 — театральная премия «Ромашка» за роль Билли Биббита в спектакле «Рубиновый вторник» (по мотивам романа Кена Кизи «Полёт над гнездом кукушки»), реж. П. Урсул.
- 2006 — серебряный орден второй степени «Служение искусству» за бескорыстное и самоотверженное служение искусству, за возрождение высоких духовных идеалов (Министерство культуры и «Меценаты столетия», Благотворительное общественное движение «Добрые Люди Мира»)
- 2007 — диплом лауреата международного журналистского конкурса «Дорога для жизни» за профессионализм: «Лучший ведущий 2006—2007» (программа «Точка контроля» на телеканале «Звезда»); награждён всемирным альянсом «Миротворец» за выдающиеся успехи медалью «Талант и призвание», награждён премией «Золотая звезда» за высокое мастерство и профессионализм: орден Святой Софии; благотворительным движением «Добрые люди мира» награждён Орденом «СЛАВА НАЦИИ» II степени (Серебряная Звезда).

## Творчество

### Роли в театре

#### МХАТ имени М. Горького
- 1987 — «Валентин и Валентина» Михаил Рощин — Валентин
- 1987 — «Синяя птица» Морис Метерлинк — Огонь
- 1988 — «Прощание с Матёрой» Валентин Распутин — внук Андрей
- 1988 — «И будет день!» Алексей Дударев — афганец
- 1989 — «На дне» Максим Горький — сапожник Алёшка

#### Московский театр Луны
- Рубиновый вторник
- Жена на бис
- Казанова, или Путешествие в «Икосамерон»

### Фильмография
- 1984 — Отряд — Юрий Окунев
- 1984 — Первая конная — красноармеец
- 1985 — На крутизне
- 1987 — Зеркало для героя — милиционер Рябенко
- 1990 — Война на западном направлении
- 1990 — Ивин А. — Андрей Ивин, солдат-штрафник
- 1991 — В стране солнца — отец
- 1991 — Убить скорпиона — сержант
- 1992 — Америкэн бой — Ник Маккен, бывший воин-афганец Коля Найдёнов
- 1992 — В той области небес… — Слава
- 1992 — 1994 — Горячев и другие — Филипп
- 1993 — Гладиатор по найму — Илья Мирский
- 1993 — Обет
- 1994 — Поезд до Бруклина — Алексей
- 1994 — Полицейская академия 7: Миссия в Москве / Police Academy: Mission To Moscow — Владимир, Хитмэн
- 1994 — Хаги-Траггер — Евгений Райнин, капитан милиции
- 1995 — Крестоносец — Иса, мафиози
- 1995 — Мусульманин — Неизвестный
- 1995 — Провокатор / Prowokator — Новиков
- 1996 — Агапэ — Вадим Крокин, криминальный авторитет
- 1996 — Котёнок — телохранитель
- 1997 — Всё то, о чём мы так долго мечтали — главарь
- 1997 — Миротворец / The Peacemaker — Василий, русский офицер, сообщник генерала Александра Кодорова
- 1998 — Три женщины и мужчина — Саша
- 1999 — Смертельный поход / Mörderische Abfahrt — Skitour in den Tod — Дмитрий
- 2001 — Дальнобойщики (одиннадцатая серия «Побег») — «Кара», бежавший зэк
- 2001 — На углу у Патриарших — Валентин
- 2001 — Тайны дворцовых переворотов — Сумароков-Юсупов
- 2001 — Сезон охоты 2 — Каморов
- 2002 — Глаза Ольги Корж — продюсер
- 2002 — Ледниковый период — опер Федя Туреев
- 2002 — Марш Турецкого — Сергей Соболев
- 2002 — 2003 — Тайный знак — учитель Баев
- 2003 — Анастасия Слуцкая — Михаил Глинский
- 2003 — На углу у Патриарших 3 — подполковник Сергеев
- 2003 — Огнеборцы
- 2003 — 2008 — Волна преступности / Fala zbrodni — Коля
- 2003 — Полосатое лето — Клон
- 2003 — Прощальное эхо — следователь прокуратуры
- 2003 — Таксист — журналист
- 2003 — Тотализатор — Степанов
- 2003 — Дорогая Маша Березина — Андрей Богданов
- 2004 — Бальзаковский возраст, или Все мужики сво… (третья серия «Любовь по-московски») — Сергей, миллионер, знакомый Юли
- 2004 — Параллельно любви — Скворцов
- 2004 — Против течения — киллер
- 2004 — Сармат — Джордж Мэтлоу, американский офицер
- 2004 — Усадьба — Сергей Алексеевич Семёнов, бизнесмен
- 2005 — Бандитский Петербург. Фильм 7. Передел — Владимир Дмитриевич Нефёдов, бизнесмен и криминальный авторитет
- 2005 — КГБ в смокинге — Аркадий
- 2005 — Самая красивая — мужик
- 2005 — Слепой 2 (фильм первый «След тигра») — Владимир
- 2005 — Чердачная история — генерал
- 2006 — Терминал — Владимир Дмитриевич Нефёдов, бизнесмен и криминальный авторитет
- 2006 — Голландский пассаж — Владимир Дмитриевич Нефёдов, бизнесмен и криминальный авторитет
- 2006 — Викинг — Игорь Валентинович Скобелев, полковник ФСБ
- 2006 — Прорыв — Руслан, полевой командир
- 2006 — 2008 — Псевдоним «Албанец» — Эдуард Сергеевич Ларионов
- 2006 — Тюрьма особого назначения — Юрий Сименко (Лагутин), майор Управления собственной безопасности
- 2007 — Расплата — Владимир Дмитриевич Нефёдов, бизнесмен и криминальный авторитет
- 2007 — Диверсант. Конец войны — майор-танкист
- 2007 — Майор Ветров — Анатолий Конюхов
- 2007 — Психопатка — Костя Чешкин, «Чех»
- 2007 — Смерть шпионам! — Максим Петрович Тарасенко, полковник
- 2007 — Удачный обмен
- 2007 — Юнкера — полковник Артабалевский / «Берди-Паша»
- 2008 — Александр Македонский — Иван
- 2008 — Афганский призрак — Юрий Потёмкин, капитан, отец Андрея
- 2008 — Когда не хватает любви — Ярослав
- 2009 — Право на помилование — Игорь Генрихович Гербер, бывший прокурор, ныне адвокат, президент компании «Гербер и партнёры»
- 2009 — Следы на песке — Сергей Дмитриевич Беляков, хирург
- 2009 — Стая — Юрий, мелкий предприниматель
- 2009 — 2010 — Слово женщине — Дмитрий Калашников
- 2010 — 2015 — След — муж Валентины Антоновой
- 2010 — Естественный отбор — Максим Шведов, майор ФСБ
- 2010 — Гаишники — Макс, террорист
- 2010 — Счастье по контракту — Борис, друг Одинцова
- 2011 — Два билета в Венецию — Леонид Яковлевич Полонский, отец Игоря, бизнесмен
- 2011 — Казнокрады (документальный фильм) — Виктор Абакумов
- 2011 — Жуков — Виктор Абакумов
- 2011 — Кастинг для злодея
- 2011 — Товарищи полицейские — Павел Велицкий, полицейский начальник
- 2013 — Неваляшка-2 — ведущий турнира
- 2012 — Грач — Проскурин (Проха), рецидивист
- 2012 — Стрелок — майор Алексей Бодров, снайпер
- 2012 — В Россию за любовью! — Борис
- 2012 — Роковая любовь Саввы Морозова — Савва Морозов
- 2012 — Новогодний брак — Василий, жених Марии, хирург
- 2012 — Путейцы 3 (серия «Загадай желание»)
- 2012 — Чистая победа — Митасов
- 2012 — Российские Багамы
- 2013 — Лестница в небеса — Михаил Макаров
- 2013 — Ледников — Константин Мамаев
- 2014 — Соблазн — Касьянов
- 2015 — Отдел — Буров, олигарх
- 2015 — Взгляд из прошлого — Евгений Петрович Романов
- 2015 — Маргарита Назарова — генерал Кирилл Алексеевич Бортников
- 2015 — Саша добрый, Саша злой — Андрей Зыков, хозяин дайвинг-центра
- 2016 — Любовь и Сакс
- 2016 — Злая судьба — Олег Бузаев
- 2017 — Сжигая мосты — Игорь Семёнович
- 2017 — Вторая молодость — Игорь Анисимов
- 2017 — Опа, Новый год!
- 2018 — Дожить до любви — Григорий Александрович Локтев
- 2018 — Молодёжка — Михаил Олегович Концевой, представитель областного спортивного комитета
- 2020 — Наставник — Сан Саныч
- 2020 — По законам военного времени 4 — Виталий Сергеевич Дрёмов
- 2021 — Я жив...
- 2021 — Потерянные — Леонид Андреевич Голованов, депутат Госдумы
- 2022 — По законам военного времени 5 — Виталий Сергеевич Дрёмов